# República de Venezuela (1953-1999)
La República de Venezuela fue la denominación oficial que recibió Venezuela desde 1953, tras la aprobación de una nueva Constitución por la fraudulenta Asamblea Nacional Constituyente de 1952, durante la dictadura de Marcos Pérez Jiménez, hasta la aprobación de la Constitución de la República Bolivariana de Venezuela, redactada por la Asamblea Nacional Constituyente de 1999.
Este período está caracterizado por el desarrollo y la caída de la dictadura de Marcos Pérez Jiménez, avance tecnológico y urbanista, las reformas democráticas que dieron paso a la alternancia política entre Acción Democrática y Copei, la nacionalización del petróleo en 1976 y por ello, el nacimiento de Petróleos de Venezuela, S.A. (PDVSA). En el ámbito internacional, Venezuela se convirtió en miembro fundador de la Organización de Países Exportadores de Petróleo (OPEP). 
Durante los años 80 de este período se caracterizó por el florecimiento del arte, la cultura y desarrollo artístico de la nación en los distintos medios, siendo el más amplio la televisión. Medios de comunicación pioneros como RCTV hacen famoso al país sudamericano con telenovelas de éxito internacional, como Topacio, Cristal y Kassandra.
Después de la proclamación de la Quinta República de Venezuela por parte del chavismo, Hugo Chávez se refirió a esta etapa como la parte final de la "Cuarta República", por lo que erróneamente se confunde el inicio conceptual de la Cuarta República en 1958, sin embargo, comenzó en 1830, tras la caída de la Tercera República y la posterior separación de Venezuela de la Gran Colombia.

## Historia

### Inicios y dictadura de Pérez Jiménez

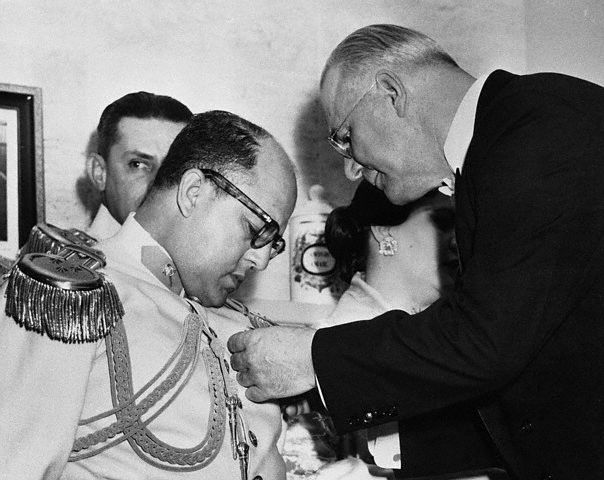
Marcos Pérez Jiménez recibiendo la «Legion of Merit» en Caracas el 13 de febrero de 1954, por parte del embajador de los Estados Unidos en Venezuela, Fletcher Warren. Esta es la condecoración más alta otorgada por ese país a personalidades extranjeras.

Los años 40 del siglo XX, estuvieron plagados de golpes militares y gobiernos interinos en Venezuela, en este ambiente, ocurrió el asesinato de Carlos Delgado Chalbaud en 1950, uno de los triunviros que gobernaban el país. Tras este hecho Germán Suárez Flamerich fue designado presidente provisional. Pérez Jiménez permaneció como Ministro de Defensa hasta 1952, fecha de las votaciones para una Asamblea Constituyente. En el transcurso de la jornada, al ver que el partido opositor URD alcanzaba la mayoría de votos, el oficialista Frente Electoral Independiente desconoció los resultados y suspendió las elecciones. Luego de esto, Pérez Jiménez fue proclamado Presidente Constitucional. Su dictadura, que impulsó una constitución en 1953, proscribió a la oposición y coartó las libertades civiles. Su organismo policial represivo, la Dirección de Seguridad Nacional, arrestó y recluyó a opositores en el campo de concentración de Isla Guasina, y también los ejecutó. Durante su dictadura, el Perezjimenismo fue apoyado en cierta medida por los Estados Unidos por ser parte de la red de distribución petrolera y por su anticomunismo, su régimen también se distinguió por un progreso en infraestructura visionaria y tecnológicamente puntera sin igual para el país. Durante estos años se fomentó la inmigración europea y la ejecución de grandes proyectos de obras públicas, se enmarcaron como la práctica de un pensamiento nacionalista conocido como el Nuevo Ideal Nacional. Sin embargo, aún cumpliendo con sus deberes de jefe de Estado, la antipatía generada por sus actos represivos y sus intenciones de perpetuarse en el poder, incrementó el descontento en su contra.

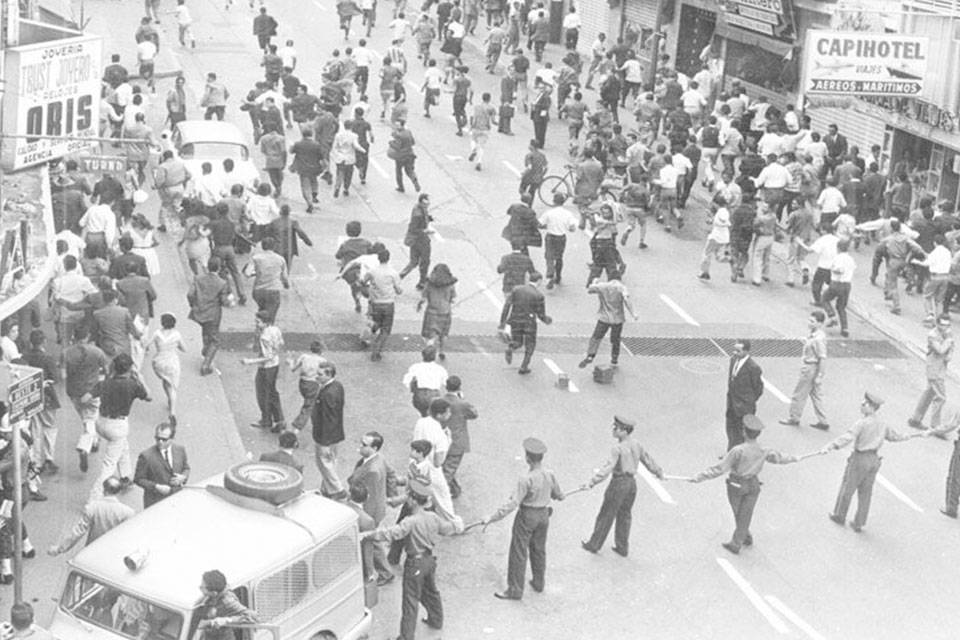
Protesta en contra del plebiscito.

En el espectro económico Venezuela, según la División de Estadística de las Naciones Unidas en su Anuario Estadístico de 1964, registró el crecimiento económico entre 1952 y 1958 más alto del hemisferio occidental, por encima de potencias como Estados Unidos, y el Reino Unido. Por otra parte el empleo subió 21 % entre 1952 y 1956, mientras que la inflación más alta se ubicó con 1,6 % en 1954.

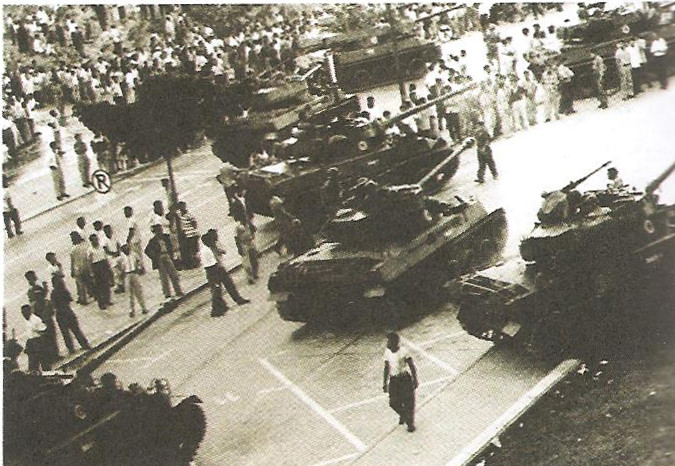
Tanques en Caracas el jueves 23 de enero de 1958.

Un plebiscito organizado para definir su permanencia para otro lapso de cinco años en el poder se llevó a cabo en 1957, dándole de manera fraudulenta la victoria. Este evento provocó un fraccionamiento en las Fuerzas Armadas, dando lugar a una rebelión fallida en el día de Año Nuevo de 1958. 
La crisis política que ocasionó esta rebelión desestabilizó el régimen, concluyendo con su deposición por un movimiento cívico-militar el 23 de enero, obligándole a huir hacia República Dominicana para trasladarse luego a España.

### Democracia

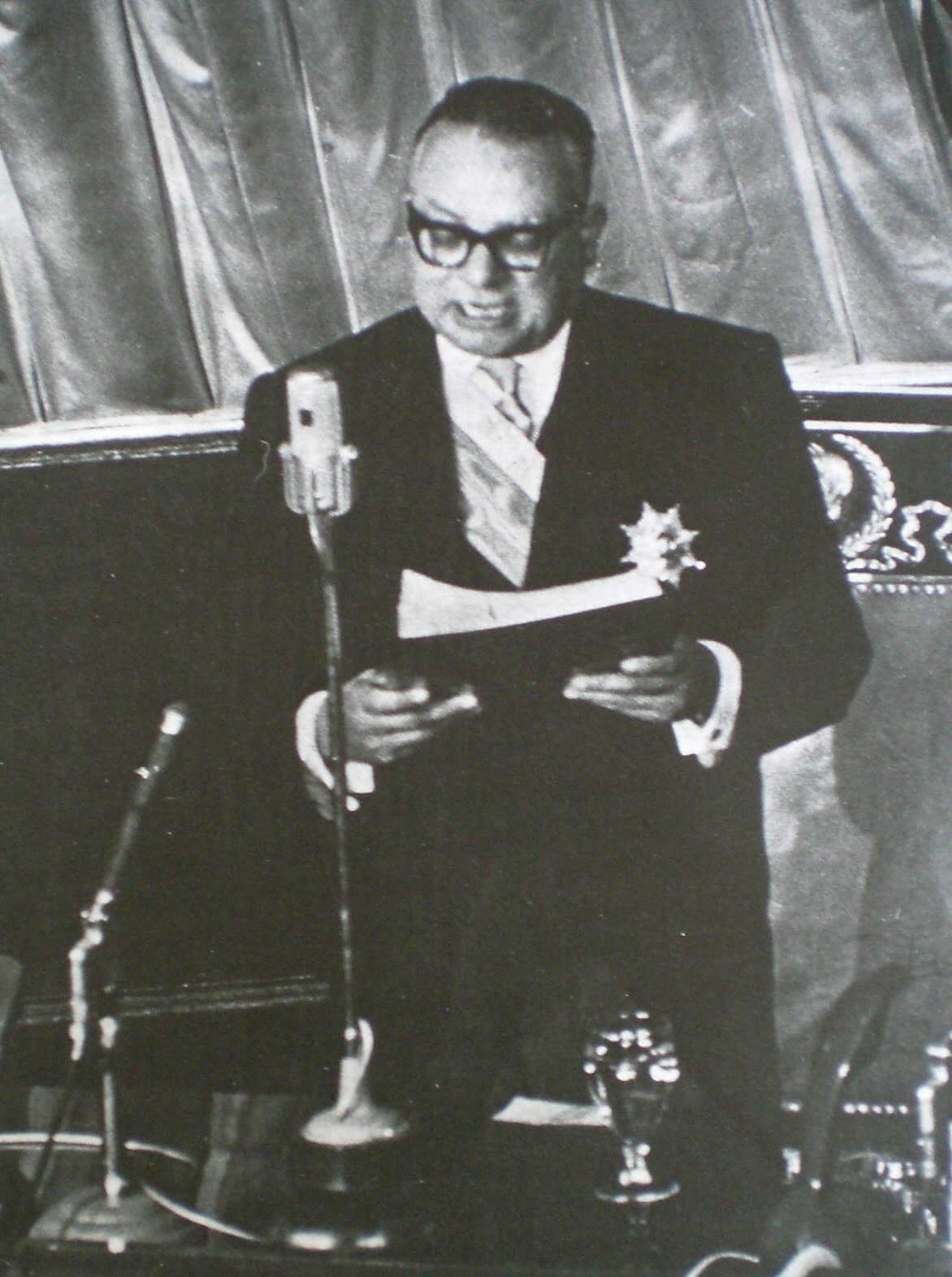
Rómulo Betancourt, además de ser presidente en dos períodos, fue uno de los principales activistas de la democracia de Venezuela.

Tras el golpe militar del 23 de enero de 1958, y la consiguiente huida del General Marcos Pérez Jiménez, la nueva era democrática trajo consigo cambios a nivel político y económico. Con la firma del Pacto de Puntofijo y las consecutivas elecciones libres, resulta elegido Rómulo Betancourt. En su gobierno no se otorgaron más concesiones a multinacionales petroleras, se constituyó la Corporación Venezolana del Petróleo, se creó la OPEP en 1960 por iniciativa de Juan Pablo Pérez Alfonzo, se concretó una ley de Reforma Agraria y se sancionó una nueva constitución en 1961.

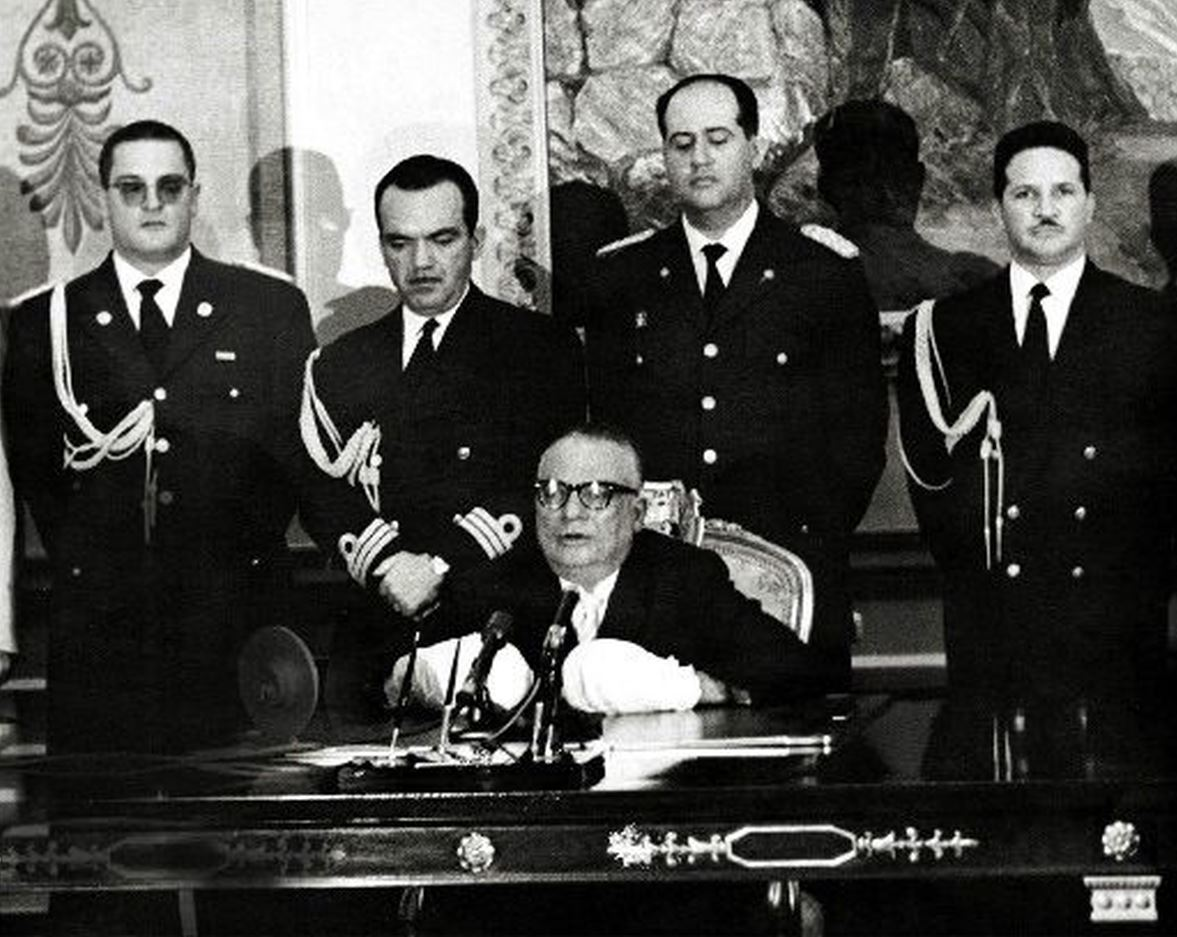
El presidente Betancourt después del atentado.

El nuevo orden tuvo sus antagonistas. Betancourt sufrió un atentado planeado por el dictador dominicano Rafael Leónidas Trujillo, y los izquierdistas excluidos del Pacto iniciaron una insurgencia armada, auspiciada por el Partido Comunista y Fidel Castro.

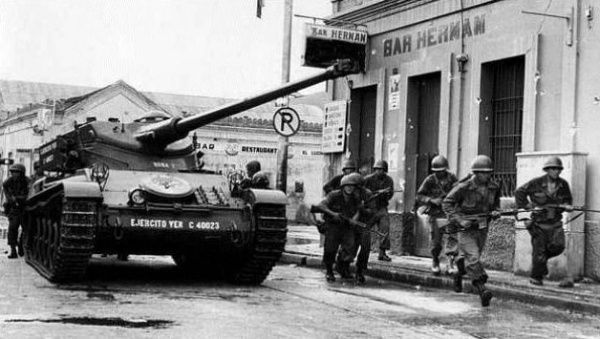
Soldados durante El Carupanazo.

En 1962 intentaron la desestabilización vía los cuerpos militares, con fallidas revueltas en Carúpano, en Puerto Cabello y en Barcelona. Paralelamente, Betancourt promovió una doctrina internacional en la que solo reconocía a los gobiernos electos por votación popular.

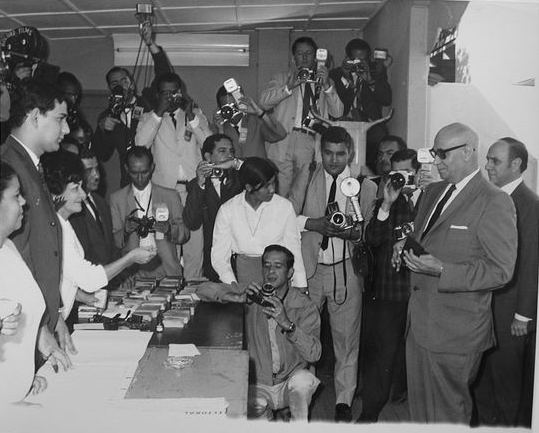
Raúl Leoni votando en 1963.

En las elecciones de 1963 resultó elegido Raúl Leoni. Aunque su gobierno fue de concordia y entendimiento general, tuvo que lidiar con los continuos ataques guerrilleros. El gobierno de Raúl Leoni también se destacó por obras públicas y el desarrollo cultural.
Durante su gobierno se terminó de construir la Represa del Guri.
También durante su gobierno sucedió la Crisis de Anacoco; el cual fue considerado el evento más trascendental en la disputa del Esequibo. 
En 1967 sucedería un terremoto en la ciudad capital, que dejaría serios daños en las infraestructuras de la ciudad y también una compleja situación humanitaria en el Distrito Federal. 

El gobierno de Raúl Leoni siguió con la misma política exterior de su predecesor del mismo partido.

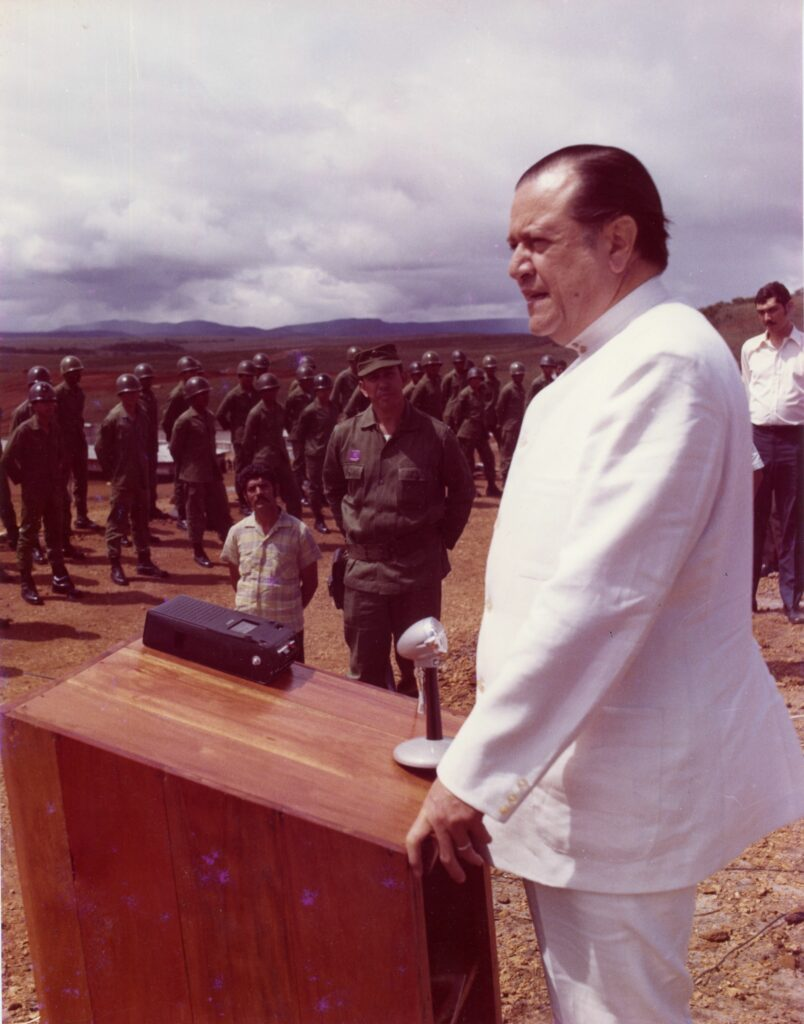
El presidente Caldera en el Campamento Mariscal Sucre.

Rafael Caldera ganó los siguientes comicios. Antes de tomar posesión en 1969, estalló la rebelión de Rupununi en Guyana, que representó una oportunidad para anexar el Esequibo, reclamado por Venezuela. En este contexto, firmó el Protocolo de Puerto España en 1970.
Su gobierno pactó la tregua definitiva con la guerrilla y garantizó su reintegro a la vida política. En 1974 asumió Carlos Andrés Pérez. En esos años se incrementó enormemente el ingreso de divisas como consecuencia de la crisis del petróleo de 1973, cuando el precio del barril de petróleo pasó bruscamente de 3 a 12 $, llegándose a la acepción de la Venezuela Saudita, título de un libro de Sanín (Alfredo Tarre Murzi). En 1975 la industria del hierro fue nacionalizada y al año siguiente la del petróleo, creando a Petróleos de Venezuela, S.A. (PDVSA). Tanto Caldera como el gobierno de Pérez rompieron parcialmente con la Doctrina Betancourt. 
Durante el Primer gobierno de Carlos Andrés Pérez se fundaron, en el año de 1975, la Fundación Gran Mariscal de Ayacucho, cuyo propósito es impartir becas estudiantiles, nacionales e internacionales y también el Sistema Nacional de Orquestas y Coros Juveniles e Infantiles de Venezuela, bajo la dirección de José Antonio Abreu. 
En 1979, Luis Herrera Campins es investido como Presidente. Su gobierno inauguró múltiples instalaciones culturales y deportivas. Aunque los ingresos petroleros siguieron en alza, no pudo impedirse el endeudamiento en las finanzas internacionales, forzando el apego a los dictámenes del FMI. En 1983 se devaluó el bolívar en el Viernes Negro, desatando una fuerte crisis económica. En el gobierno de Jaime Lusinchi, se haría poco para contrarrestar. La corrupción se incrementó y la política económica mantuvo la línea rentista.

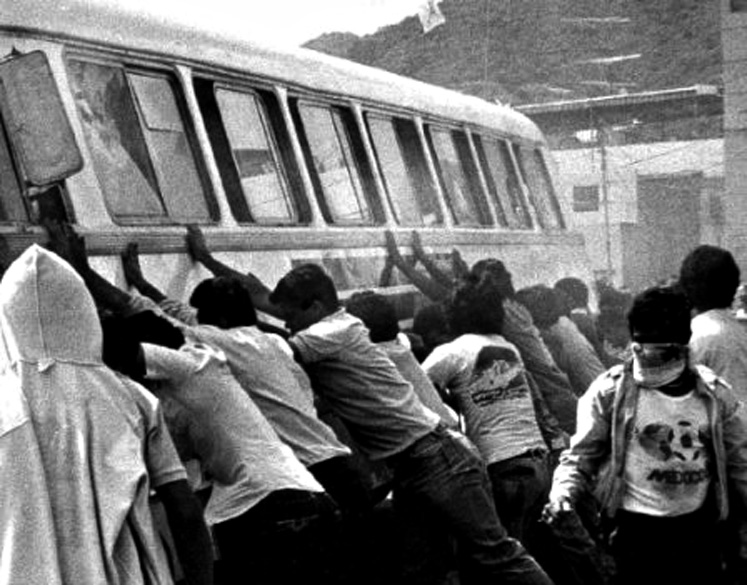
Quema de autobuses en la terminal de Guarenas, durante el Caracazo.

 En 1987 el Incidente de la Corbeta Caldas generó uno de los mayores momentos de tensión internacional con Colombia, debido a la disputa por la soberanía sobre el Golfo de Venezuela entre ambas naciones. El gobierno de Lusinchi tuvo incidentes como el de 1988 y también las masacres de Amparo y Yumare. Carlos Andrés Pérez es nuevamente elegido en 1988 y durante su mandato buscó solventar la recesión al adoptar medidas que originaron grandes protestas sociales, siendo la más grande el «Caracazo» de 1989.
 

F-16 durante la crisis.

Ese mismo año tuvieron lugar las primeras elecciones directas de gobernadores y alcaldes regionales. 

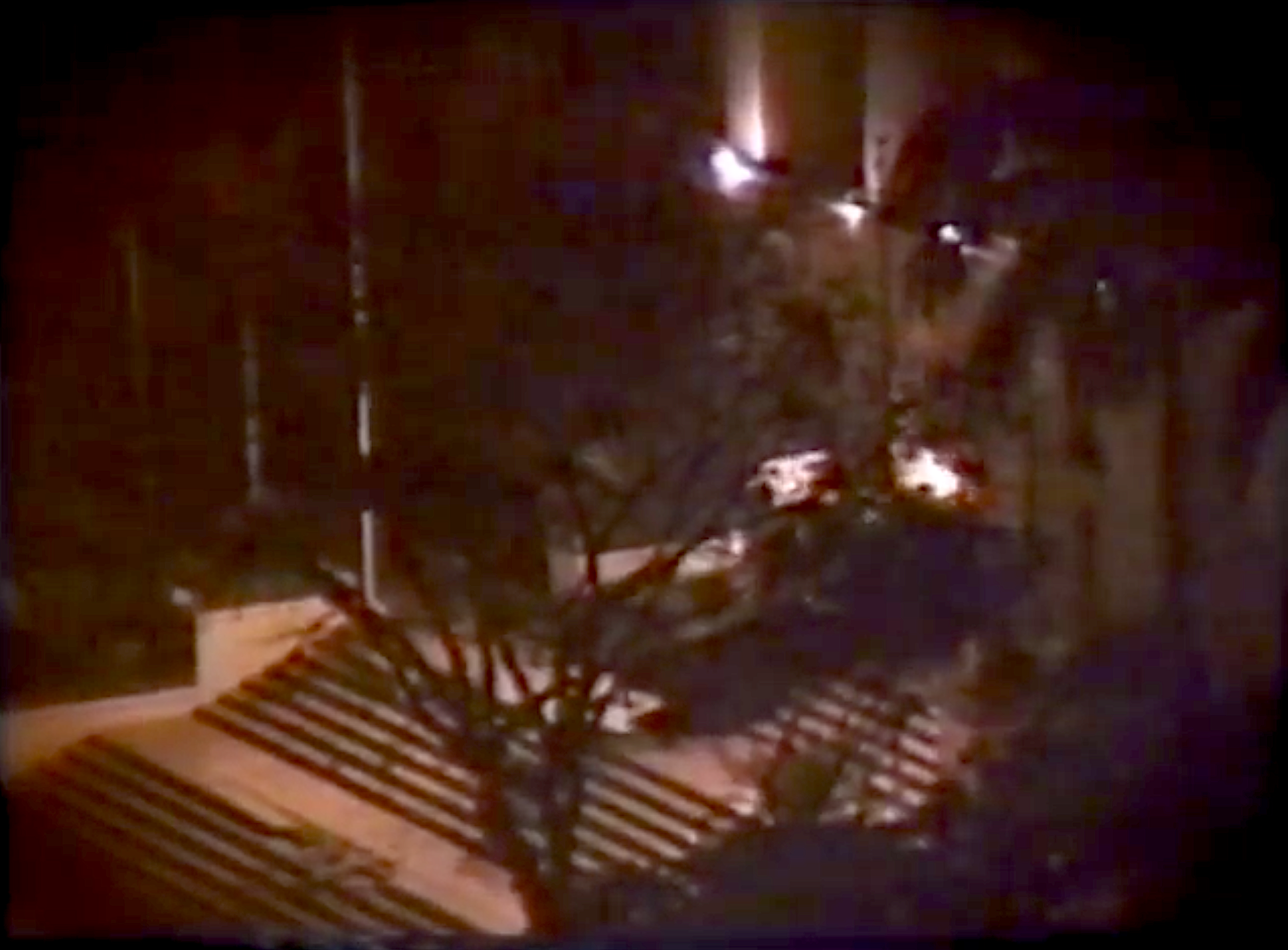
Tanque en las escalinatas del Palacio de Miraflores, la madrugada del martes 4 de febrero de 1992.

 Posteriormente se produjeron dos intentos de golpe de Estado en febrero y en noviembre de 1992 encabezados por Hugo Chávez y Pérez fue finalmente destituido por el Congreso en 1993. Octavio Lepage fue Presidente provisional por pocos días, hasta que el historiador y parlamentario Ramón José Velázquez fue designado como interino.
Caldera llega al poder por segunda vez en 1994, teniendo que manejar la fuerte crisis bancaria que se presentó ese año. El derrumbe e intervención de una decena de bancos culminó con la fuga de capitales, provocando la quiebra de empresas. Para frenar la crisis, inició una política de privatizaciones, pero la grave situación económica continuaría con la decadencia de los partidos políticos que habían estado activos desde mediados del siglo XX.

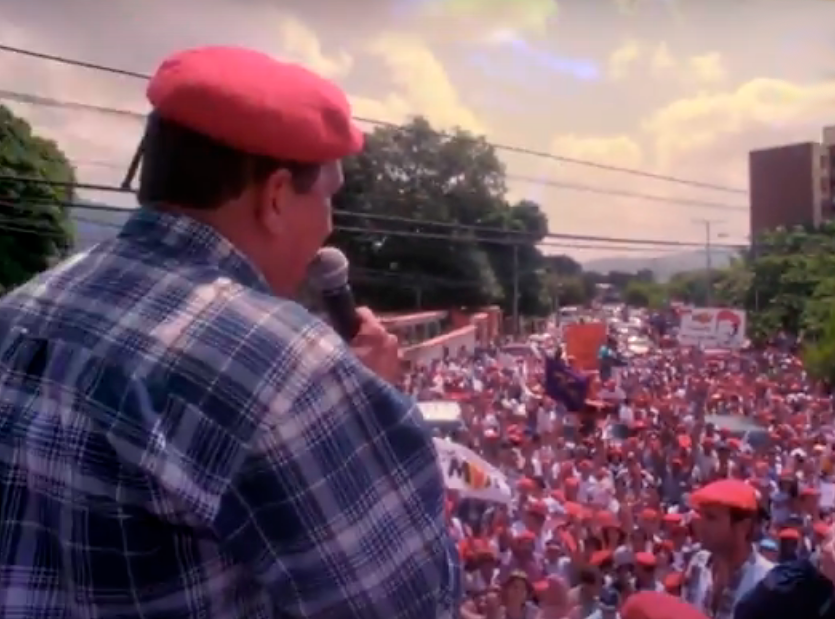
Hugo Chávez en un mitin, durante las elecciones de 1998.

Hugo Chávez se irguió como favorito a las elecciones presidenciales de 1998, resultando electo. Fue apoyado por la alianza partidista «Polo Patriótico», que buscaba un gobierno inspirado en la renovación y modernización del estado. Promovió luego una nueva constitución, la cual se aprobó por referéndum en diciembre de 1999, trayendo consigo la renovación del Poder Público por una Asamblea Nacional Constituyente conformada en un 95% por oficialistas, sembrando desde entonces escepticismo en la sociedad venezolana sobre la independencia de poderes del Estado. Mediante dicho referéndum el nombre oficial del país pasa de llamarse República de Venezuela al actual «República Bolivariana de Venezuela».

## Gobierno y política
Con el restablecimiento de la democracia se promulga una nueva constitución en 1961, la cual divide el poder en tres ramas: Ejecutivo, Legislativo y Judicial.

### Poder ejecutivo

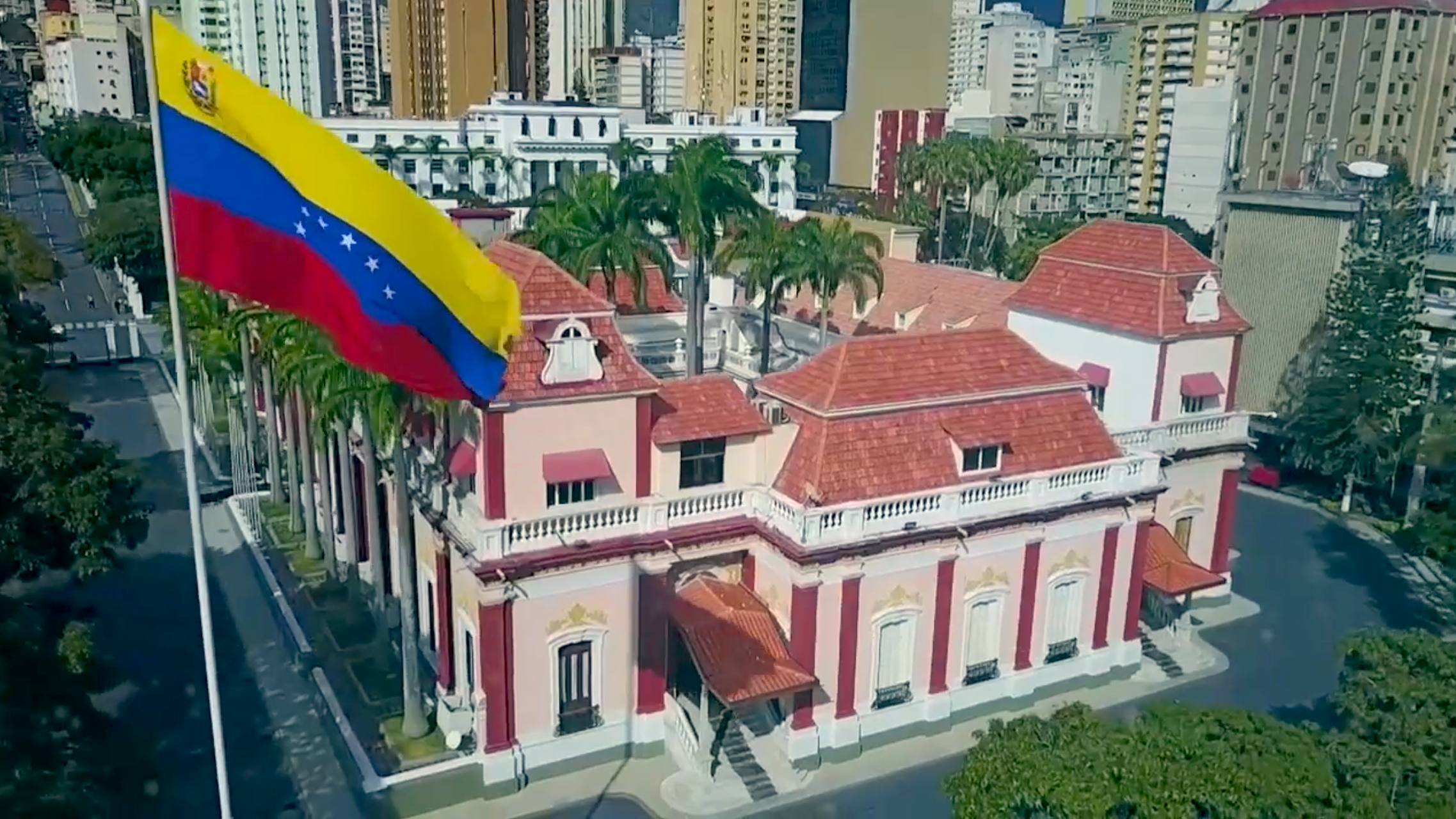
Palacio de Miraflores, sede del Poder ejecutivo.

El poder ejecutivo estaba representado por el presidente de Venezuela, electo por votación directa para un período de cinco años y con posibilidad de ser reelegido para un solo nuevo era habiendo transcurrido diez años de la finalización de su primer mandato.
Requisitos para ser presidente de Venezuela en este período: 
1. Ser venezolano por nacimiento.
2. Ser de estado seglar.
3. Ser mayor de treinta años.
4. Reunir además las condiciones establecidas en la enmienda 1º de 1973.

#### Presidentes de Venezuela (1952-1999)

Estandarte presidencial (1970-1997).

- Marcos Pérez Jiménez (1952-1958) - Frente Electoral Independiente
- Wolfgang Larrazábal (enero de 1958 - noviembre de 1958) - Unión Republicana Democrática
- Édgar Sanabria (1958 - 1959) - Independiente
- Rómulo Betancourt (1959-1964) - Acción Democrática
- Raúl Leoni (1964-1969) - Acción Democrática
- Rafael Caldera (1969-1974) - COPEI
- Carlos Andrés Pérez (1974-1979) - Acción Democrática
- Luis Herrera Campíns (1979-1984) - COPEI
- Jaime Lusinchi (1984-1989) - Acción Democrática
- Carlos Andrés Pérez (1989-1993) - Acción Democrática
- Octavio Lepage (mayo de 1993 - junio de 1993) - Acción Democrática
- Ramón José Velásquez (1993-1994) - Acción Democrática
- Rafael Caldera (1994-1999) - Convergencia Nacional
- Hugo Chávez (1999) - Movimiento V República

### Poder legislativo

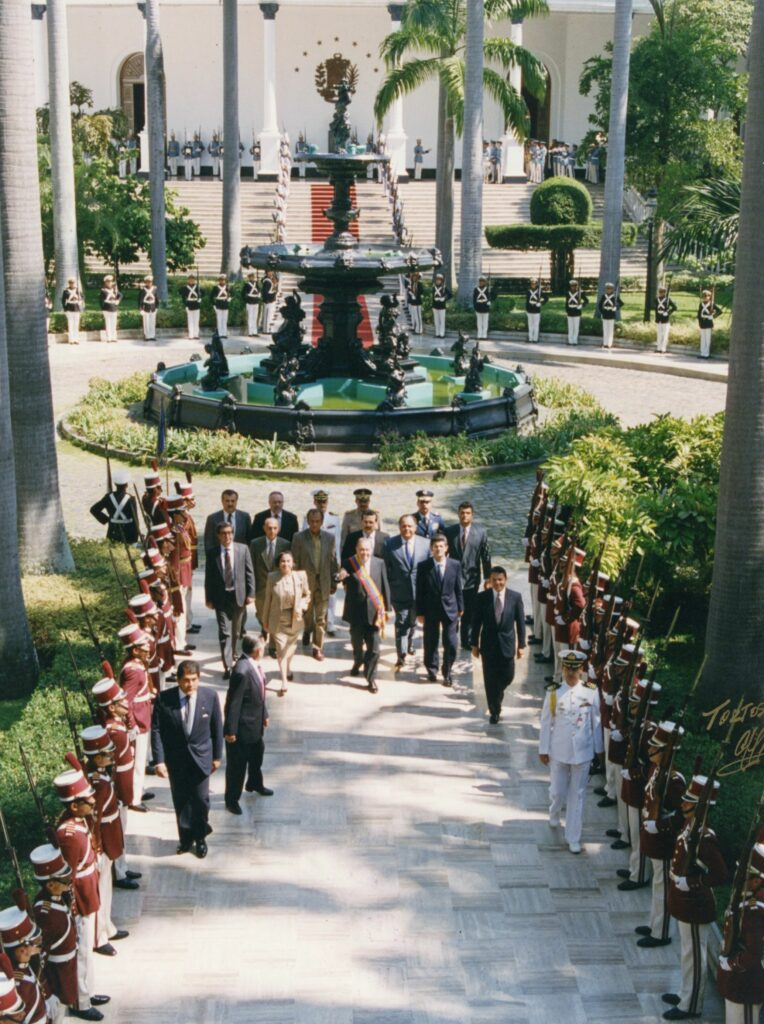
Patio Central del Palacio Federal Legislativo en 1997.

Ejercido por el Congreso de Venezuela, órgano bicameral (usual en las federaciones), compuesto por la cámara alta o Senado y la Cámara Baja o de Diputados. El Senado representaba los estados y territorios de la nación, y los intereses de los mismos. Para 1999 esta cámara poseía 57 miembros. La Cámara de Diputados se elegía por proporción poblacional por entidad federal, por lo que esta cámara se reconoce como la representación popular, mientras el Senado como representación federal. Para 1999 esta cámara poseía 207 miembros.

### Poder judicial

Sello oficial de la Corte Suprema de Justicia.

El poder judicial fue ejercido por la Corte Suprema de Justicia, resultado de la fusión de dos cortes: la Federal y de Casación, como dictaminó la nueva Constitución de 1961.

## Organización territorial

Mapa de Venezuela en 1990.

Con la constitución de 1961 consagra el Estado venezolano en una federación, dividida en: Estados, el Distrito Federal, Territorios Federales y las Dependencias Federales. A lo largo de los años, se fueron elevando territorios a la categoría de Estados tales como: Delta Amacuro (1991) y Amazonas (1994). Cada estado poseía un gobernador (jefe del ejecutivo del estado) y una asamblea legislativa (poder legislativo del estado). En 1998 el Municipio Vargas del entonces Distrito Federal se separa del mismo y se le da el nombre de Territorio Federal Vargas para el año siguiente finalmente ser ascendido a la categoría de Estado.

## Economía

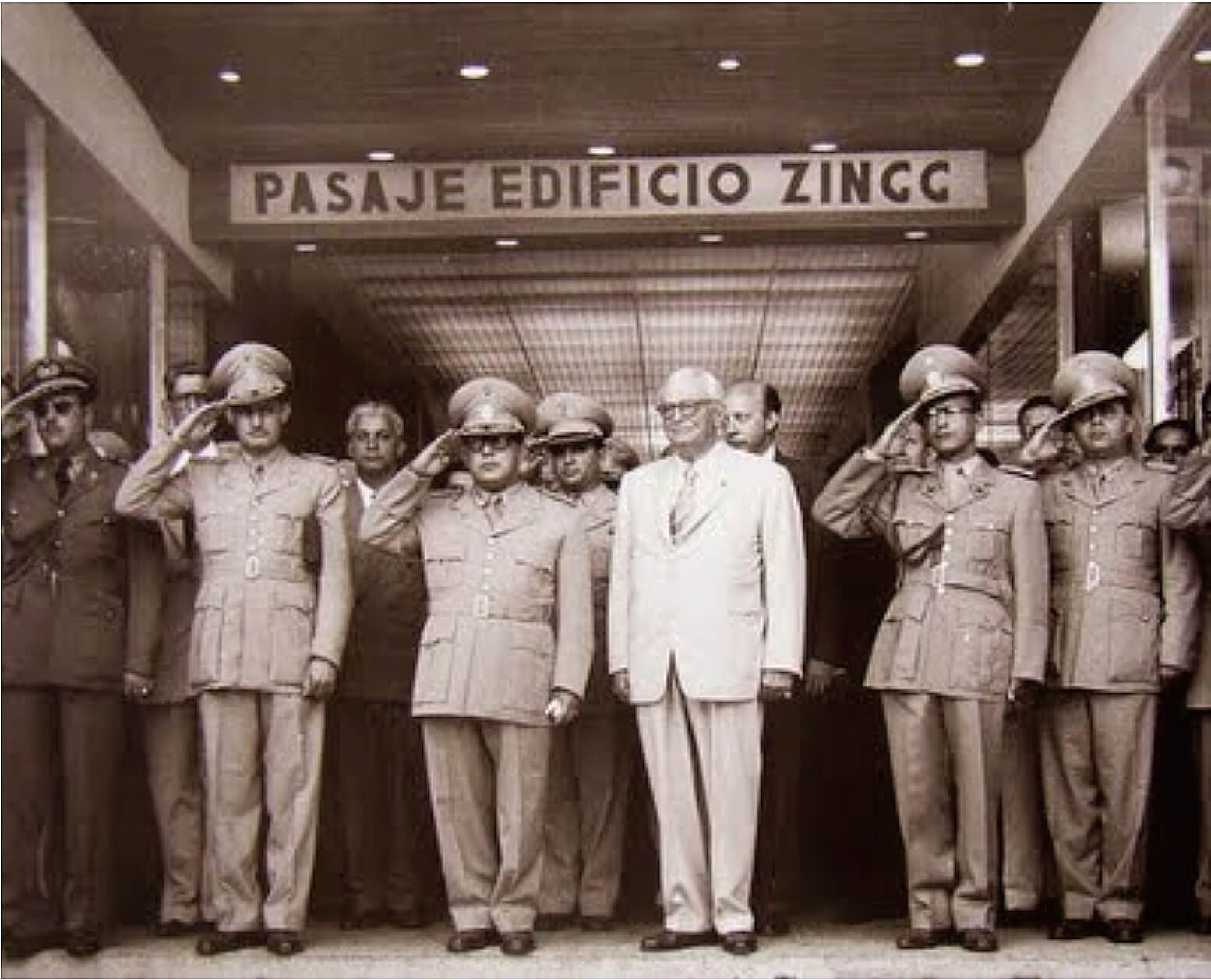
El Edificio Zingg es el primer centro comercial abierto en el país.

Durante la dictadura militar del general Marcos Pérez Jiménez la economía de Venezuela vivió un importante crecimiento económico debido al aumento del precio del petróleo, en el cual la moneda venezolana tuvo una paridad baja (pero no superó al dólar estadounidense). Gracias a ello, durante los años 1950 Venezuela tuvo un crecimiento en las infraestructuras del país y también proyectó una estabilidad social, durante aquellos años. 
Dado a la riqueza del petróleo en los años 1960 y 1970, Venezuela fue capaz de mantener la armonía social por el gasto de cantidades bastante grandes en los programas públicos, incluyendo el cuidado de la salud, la educación pública (gratuita y obligatoria desde 1870), el transporte y los subsidios alimentarios. Los programas de alfabetización y de asistencia social se beneficiaron enormemente de estas condiciones. 
Debido a la riqueza petrolera, los trabajadores venezolanos "disfrutaron de los salarios más altos de América Latina." Con la caída de los precios del petróleo la economía se contrajo, y el número de personas que vivían en la pobreza aumentó del 26% en 1984 al 36% en 1995. El país sufrió una crisis bancaria grave en 1994. Cuando los precios mundiales del petróleo se derrumbaron en la década de 1980, la economía se contrajo y los niveles de inflación (inflación de precios al consumidor) se levantó, quedando entre 6 y 12% entre 1982 y 1986. A finales de los años 80 y principios de los 90 la inflación se elevó a alrededor del 30 al 40% anual, con un pico de 84% en 1989, aunque los salarios y los activos fijos también se incrementaron correlativamente.

## Inmigración
Con el fin de la Segunda Guerra Mundial y de la Guerra civil española numerosos europeos se vieron en la necesidad de abandonar sus hogares en busca de libertad. Unos querían hallar un nuevo horizonte, otros evadir el hambre y muchos buscaban un lugar donde rehacer sus vidas. Y se embarcaron en gran parte hacia Venezuela. Encontraron una Venezuela tranquila, donde se gestaba un crecimiento planificado, sobre todo en la construcción de grandes infraestructuras, una expansión del mercado interno y la modernización agrícola. Así fueron llegando italianos, portugueses, españoles entre otros emigrantes de naciones de la Europa devastada por la Guerra.
Entre 1951 y 1958 llegaron al país 200.000 españoles, principalmente gallegos y canarios, quienes se insertaron en oficios como agricultura, carpintería, albañilería y transporte público. Luego de la primera etapa de adaptación, muchos se convirtieron en pequeños empresarios dedicados al comercio, las finanzas y la industria, sobre todo en la metalúrgica y manufactura. Además, aumentaba la explotación petrolera, por lo que muchos venezolanos abandonaron el campo para dedicarse a actividades en las ciudades, y este éxodo rural coincidió con dicha época de inmigración europea y de otros países. En España, a la terrible postguerra de la guerra civil sucedió la Segunda Guerra Mundial, también con su época de postguerra y sus secuelas de emigración. Al finalizar la guerra mundial se creó la CIME (Comisión Internacional para las Migraciones Europeas), con lo que la procedencia de las migraciones hacia Venezuela se diversificó considerablemente.

## Ciencia y tecnología

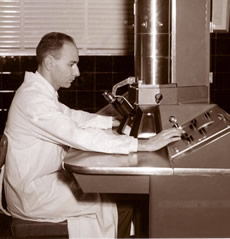
Humberto Fernández-Morán trabajando en el microscopio electrónico del UC en la década de los años 1950.

El desarrollo de las ciencias médicas tuvieron lugar en este período, con fuertes aportes del período anterior, la primera vacuna para la cura de la lepra y contra la leishmaniasis fue desarrollada por Jacinto Convit, mientras que Baruj Benacerraf efectuó demostraciones sobre las respuestas inmunes frente a antígenos y su variación en cada persona, lo que le hizo co-merecedor del Premio Nobel en Fisiología o Medicina en 1980. En el campo de la tecnología, Humberto Fernández-Morán contribuyó al desarrollo del microscopio electrónico y del bisturí de diamante, este último de su propia inventiva, siendo el primero en introducir el concepto de crioultramicrotomía.

## Social
El cine venezolano tuvo su época dorada en las décadas de 1970 y 1980 con realizadores como Mauricio Walerstein, Clemente de la Cerda y Román Chalbaud, este último autor de la película considerada por muchos la mejor exponente del cine venezolano: El pez que fuma (1977). Tal vez la cineasta más exitosa del país ha sido Margot Benacerraf, quien logró para Venezuela la Palma de Oro en el Festival de Cannes de 1959 con su obra Araya.
Los años 80 y 90 fue también la época dorada de la televisión nacional, novelas de talla internacional como: Leonela (1983), Cristal (1985), Abigail (1988), Kassandra (1992), Por estas calles (1992) todas de Radio Caracas Televisión y Las amazonas (1985), Ka Ina (1995) y Mundo de Fieras de Venevisión.
En materia de concursos de belleza, Venezuela obtuvo varias de las coronas universales: Susana Duijm, primera Miss Mundo latinoamericana en 1955, Maritza Sayalero Miss Universo en (1979), Irene Sáez, Miss Universo y Pilin León Crespo, Miss Mundo, ambas en (1981), Bárbara Palacios Teyde (1986) y Alicia Machado (1996). En la música, artistas como Mario Suárez, Aldemaro Romero, Juan Vicente Torrealba, José Enrique Sarabia, Hugo Blanco, Franco de Vita, Ricardo Montaner y Karina entre muchos otros, se dieron a conocer en la escena internacional.